# Chueca
Chueca là một đô thị trong tỉnh Toledo, Castile-La Mancha, Tây Ban Nha.